# Sokratis Famelos
Sokratis Famelos, gr. Σωκράτης Φάμελλος (ur. 27 marca 1966 w Atenach) – grecki polityk, inżynier i samorządowiec, poseł do Parlamentu Hellenów, w latach 2016–2019 zastępca ministra środowiska i energii, od 2024 lider Syrizy.

## Życiorys
Absolwent inżynierii chemicznej na Uniwersytecie Arystotelesa w Salonikach. Uzyskał magisterium z planowania i zarządzania środowiskowego na Helleńskim Uniwersytecie Otwartym. Pracował jako inżynier, specjalizując się w kwestiach związanych ze środowiskiem. Wchodził w skład organów Greckiej Izby Technicznej (TEE). Należał do założycieli ugrupowania Sinaspismos, a następnie Syrizy, wszedł w skład jej komitetu centralnego. Od 2006 był radnym w Termi, pełnił funkcję zastępcy burmistrza.
W styczniu 2015 po raz pierwszy uzyskał mandat posła do Parlamentu Hellenów. Z powodzeniem ubiegał się o reelekcję w wyborach z września 2015, 2019, maja 2023 i czerwca 2023.
Od listopada 2016 do lipca 2019 zajmował stanowisko zastępcy ministra środowiska i energii w rządzie Aleksisa Tsiprasa. W latach 2023–2024 kierował frakcją poselską swojego ugrupowania. W listopadzie 2024 został wybrany na nowego przewodniczącego Syrizy.

## Życie prywatne
Wdowiec, jego żona zmarła w 2018; ma syna.